# Ptolemaios II. Filadelfos
Ptolemaios II. zvaný Filadelfos („Milující sourozence“), řecky Πτολεμαίος Β΄ Φιλάδελφος, 309–246 př. n. l.) byl synem zakladatele ptolemaiovského Egypta Ptolemaia I. Sótéra a královny Bereníké I. Za ženu měl původně Arsinoé I., dceru diadocha Lýsimacha, krále Thrákie. Ptolemaios ji zapudil poté, co jeho sestra Arsinoé II. řadou intrik dosáhla svého návratu z Thrákie do Egypta. Stávající manželka královna Arsinoé I., která se obávalo o svou mocenskou pozici, spřádala spiknutí, po jehož odhalení byli její komplicové popraveni a ona sama poslána do vyhnanství do Koptu na okraji východní pouště v Horním Egyptě. Filadelfos si sestru Arsinoé II. vzal za manželku. Incestní vztah se sestrou, dcerou Ptolemaia I. Sótéra, byl prvotně účelový, měl potvrdit jeho legitimitu jako právoplatného nástupce v Egyptě již oslavovaného zakladatele dynastie Sótéra. Územní zisky svého otce v Levantě se opakovaně vojenskými výpravami (274–271 př. n. l.) snažil udržet. Jeho vláda přivedla Alexandrii k vrcholu věhlasu v uměních a vědách a celý Egypt k prosperitě.

## Vláda

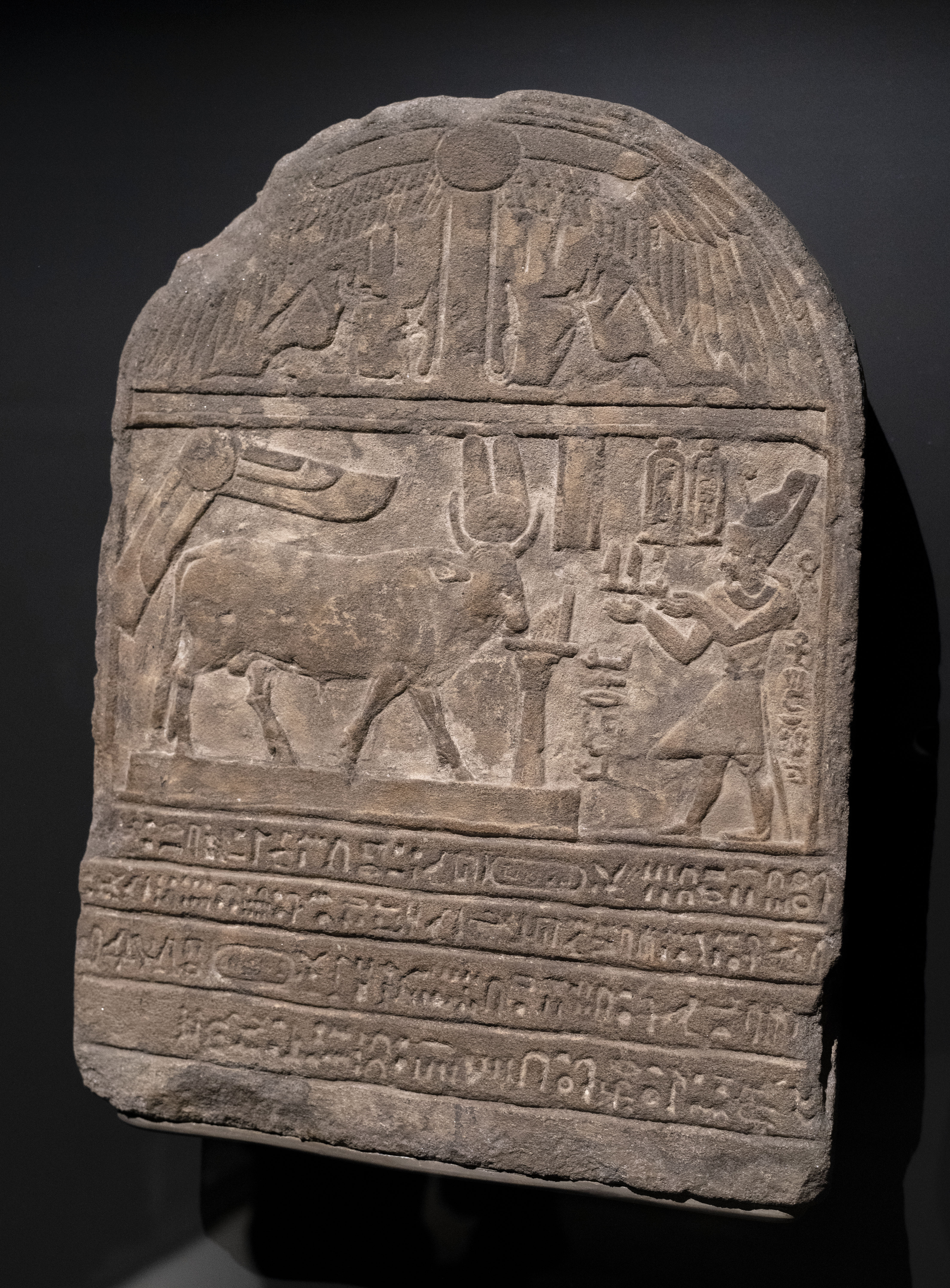
Stéla: Ptolemaios II. s dvojitou korunou přináší oběť uctívanému býku Bachovi v Heliopoli

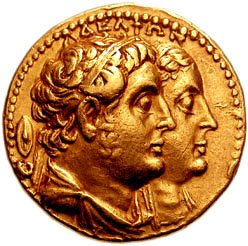
Zlatá oktadrachma s vyobrazením Ptolemaia II. a Arsinoé II.

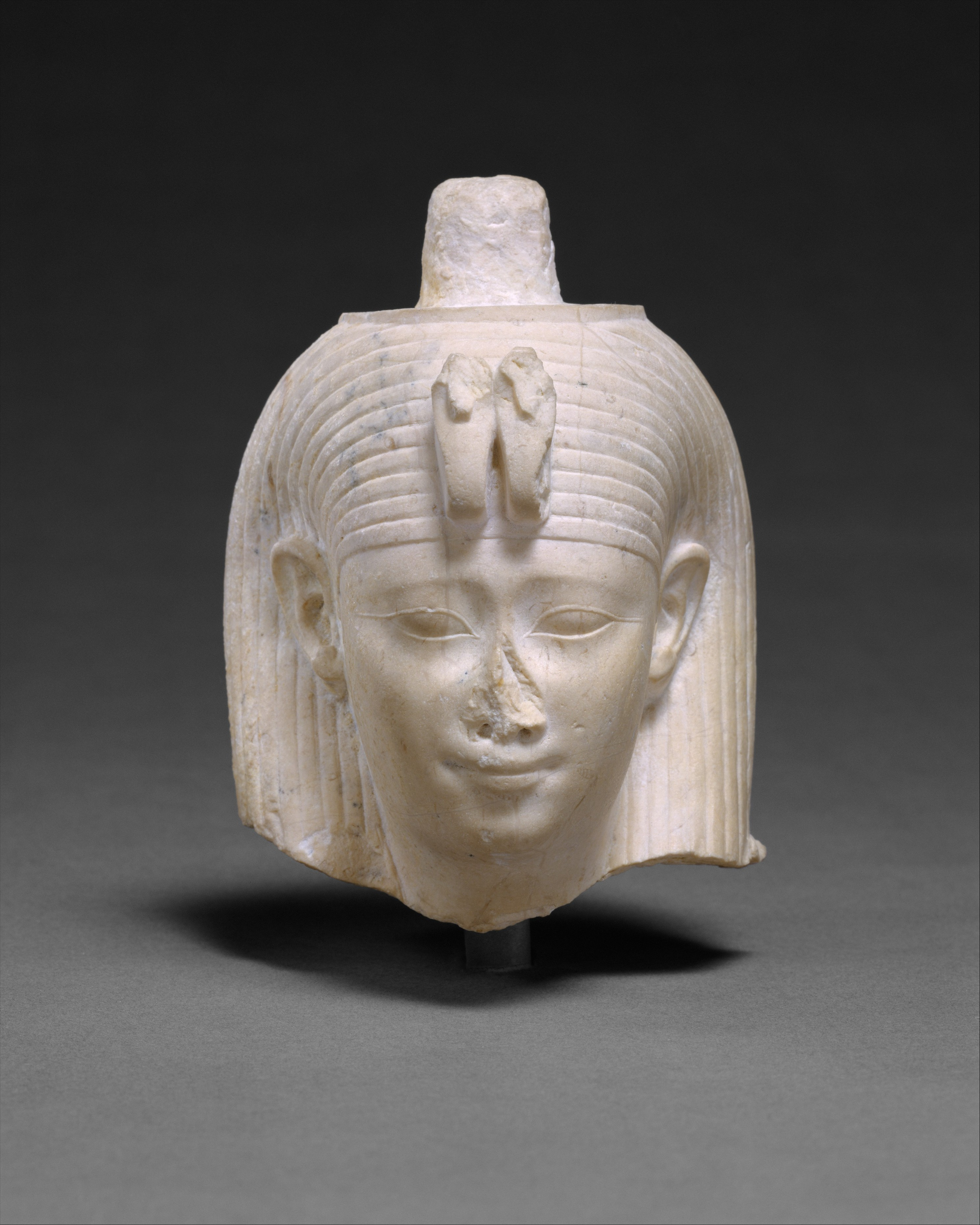
Arsinoé II., manželka Ptolemaia II.

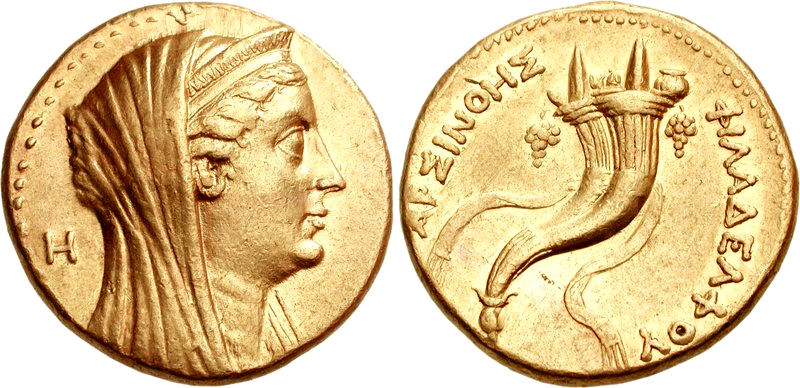
Arsinoé II. zlatá oktadrachma ~270 př. n. l.

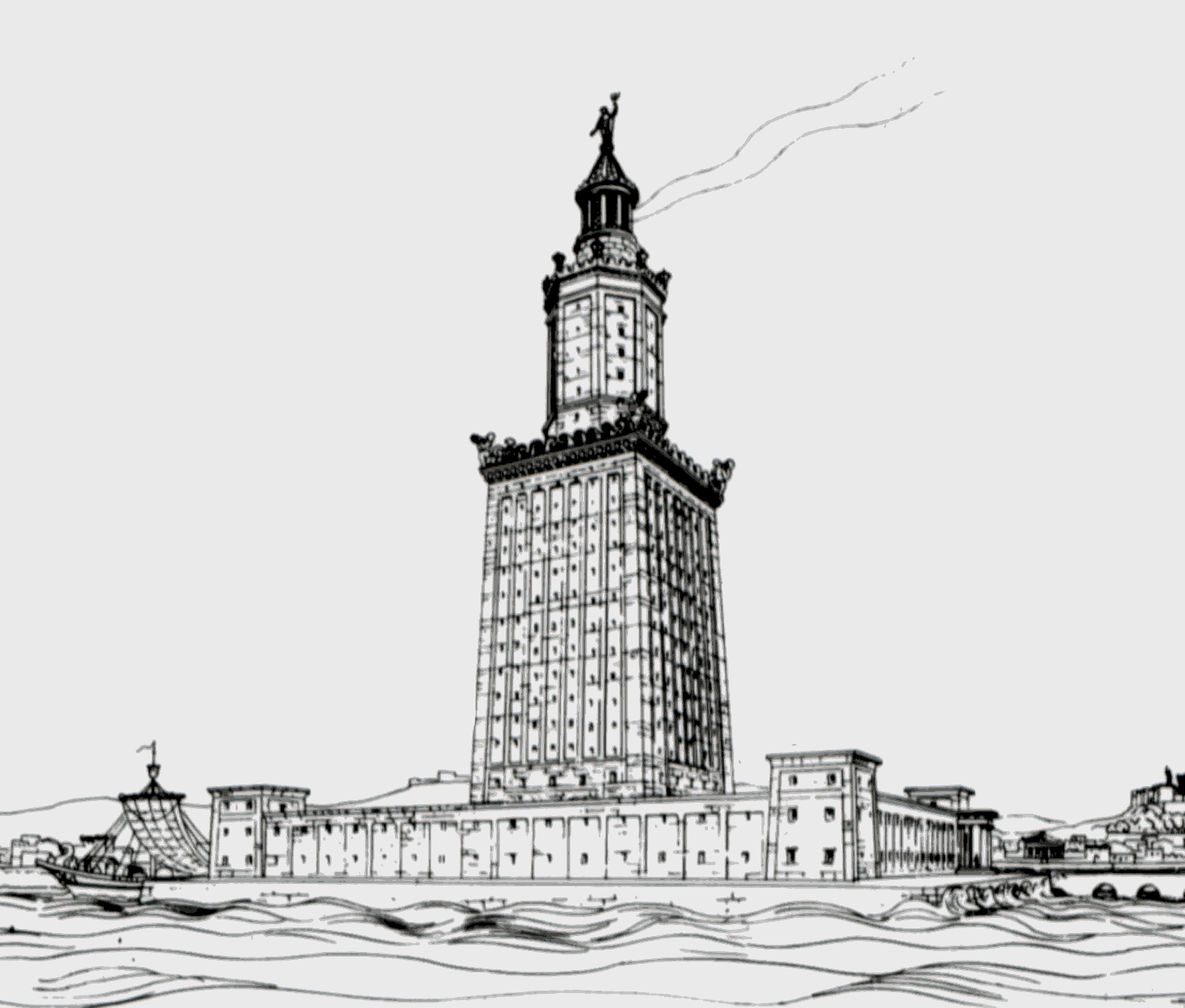
Maják na ostrově Faros, rekonstrukce

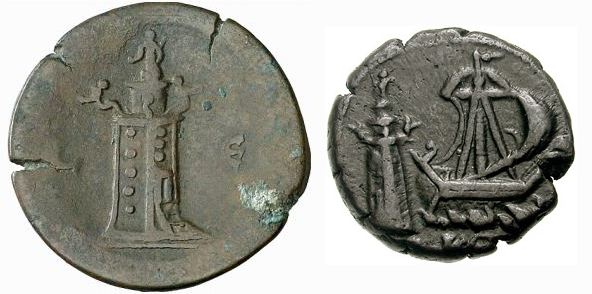
Alexandrijský maják na mincích ražených v Alexandrii ve 2. století.

Otec Sótér mladému synovi Filadelfovi poskytl na tu dobu vynikající vzdělání ve škola filozofa Stratóna v duchu aristotelovské filozofie, takže jeho vzdělání zahrnovalo geografii, zoologii a další přírodovědné disciplíny. Vladařské zkušenosti získal v posledních dvou letech života otce Sótéra, kdy působil jako plnomocný spoluvládce. V celé oblasti Levanty se opakovaně střídaly nové vojenské střety s cílem dosáhnout lokální nadvládu s obdobími relativní politické stability. Pro Makedonii a Egypt to bylo období vrcholu rozsahu vlády nad částí Asie a námořní hegemonie ve Středozemním moři s centrem v Alexandrii.
Ptolemaios II. vedl několik válek. Roku 274 př. n. l. vyhlásil král Magas ze Kyrenaiky otevřenou válku svému nevlastnímu bratrovi a seleukovský král Antiochos I. Sótér, toužící po oblastech Sýrie a Palestiny, zaútočil na Egypťany a rozpoutal tak první syrskou válku, která trvala dva až tři roky. Nápor Antiocha I. Sotéra však byl odražen a Ptolemaiovci díky svému vítězství ještě více upevnili svůj vliv v oblasti Levanty. Egyptská sféra vlivu se dále rozšířila o ostrovy v Egejském moři, Kyklady a Samothraké, a přístavy na pobřeží Kilíkie, Pamfýlie, Kilíkie a Kárie. Avšak porážka, kterou egyptské loďstvo utrpělo od makedonského krále Antigona II. Gonata u ostrova Kós mezi léty 258–256 př. n. l., přerušila egyptskou nadvládu v oblasti Egejského moře. Během druhé syrské války vedené se seleukovským vládcem Antiochem II. Theem (králem v letech 261–246 př. n. l.), vedené někdy po roce 260 př. n. l., Prolemaios II. ztratil egyptské državy na maloasijském pobřeží a nakonec souhlasil s mírem s Antiochem II., se kterým pak oženil svou dceru Bereníké mladší.

## Zahraniční vztahy
Rozsah ovládaného území zahrnoval oblast na východ od Nilu až po Arabský záliv, na západě to byly pouštní oázy, a Kyrenaika, a dále Kypr. Vojensky ovlivňoval Sýrii a kontroloval menší království v Malé Asii podél celého pobřeží, v přístavech od Antalye až po Hellespont v sousedství Lýsimachova království včetně území a měst Makedonie. Ptolemaios uspořádal vztahy s Kartágem. Dokonce navázal politické vztahy s Římskou republikou (273 př. n. l.). V první punské válce Říma s Kartágem (264–241 př. n. l.) zachovával neutralitu.

## Sociálně ekonomická struktura
Ovládnutí Egypta řecko-makedonskou vládnoucí vrstvou nebylo již od počátku vlády Ptolemaia I. Sotéra doprovázeno omezováním původního obyvatelstva, systémově probíhala vzájemná asimilace. Na jedné straně vládce respektoval egyptskou kulturu, tisícileté tradice a náboženské zvyklosti, na straně druhé domácí elity a rodové vztahy přispívaly k osvojení řecké filozofie příkladně representované školou Aristotela a jeho následníků, jako byl Filadelfův učitel Stratón z Lampsaku. Egypťané si osvojovali řečtinu a získávali pozice ve státní správě a obchodu. Ostatně vzájemné vztahy Egypta a Řecka se datují k 18.dynastii (~1550 – 1530 př. n. l.). Makedonci při vytváření správních struktur intenzivně spolupracovali s místními elitami, především písma znalými kněžími a jejich klášterní správou. Po celou dobu helénistické vlády egyptští kněží fungovali jako hlavní zprostředkovatelé, kteří utvářeli přijetí nově příchozí makedonské autority. Následující generace makedonských králů sledovala strategii přijatou Alexandrem, kterou využívala i většina zahraničních vládců Egypta. Makedonští králové přijali titul faraona a následně převzali všechny výsady a povinnosti, které takové postavení vyžadovalo v egyptském symbolickém vesmíru. Ptolemaios II. Filadelfos ustanovil formální zbožštění svých rodičů kolem roku 280 př. n. l. Prohlásil je za „Bohy Spasitele“ (Theoi Sótéres). Každé čtyři roky pořádal oslavný festival k památce otce Sótéra. O několik let později byli Ptolemaios II. Filadelfos a jeho manželka Arsinoé II. také zbožštěni v duchu tradičního egyptského kultu. K řízení státu vládce byli ustanovení vyšší úředníci – velitelé, hospodáři s majetkem odpovědní za hlavní odvětví hospodářství, správci nomů, administrace zahraničních vztahů (korepondence). 
Etnické složení populace (v době Ptolemaia II. se uvádí 7 až 8 milionů) bylo značně různorodé: ze západu migrující Thrákové a Ilyrové až po Malou Asii včetně Peršanů a arabských nomádů přicházejících z pouští Arabského poloostrova. Významná byla rovněž židovská komunita, zejména v Alexandrii a v blízkém okolí. Zemědělskou zásobárnou byla oáza Fajjúm, kde se soustavně budoval a obnovoval starší zavlažovací systém. Důležitou spojnicí mezi Nilem a Rudým mořem byl kanál, jehož počátky se datují do období vlády Senusreta I. (1971–1926 př. n. l.). Kanál od Bubastis směřující do Suezského zálivu přes solná jezera byl restaurován a provoz obonoven v letech ~270–269 př. n. l. Podél pobřeží Rudého moře byly založeny stanice na karavanní cestě až na území nomádských arabských kmenů.

## Monumenty
Monumenty s náboženským podtextem se nově stavěly, některé starší se opravovaly. Příkladem jsou chrámy v Dolním Egyptě (Behbeit el-Hagar), chrám boha Hora v Tanisu, nově založený chrám Arsinoé II. u města Pithom (nyní Tell el-Maskhuta), kde byla také nalezena stéla s popisem oslav výročí nástupu Ptolemaia II. na trůn (279 př. n. l.). Další rekonstrukce se provedly v serapeu v Sakkáře na pohřebišti posvátných býků Apisů a obnovení chrámu zasvěceného bohu Min v městě Achmim v Horním Egyptě, a byly restaurovány dekorativní malby v Karnaku a v Thébách.

## Města Alexandrie, Memfis
Vládním centrem s palácem faraona byla Alexandrie, která doznala značného rozvoje již za vlády Alexandra Velikého. Po jeho smrti zde byla i jeho hrobka, kde byl uložen ve zlaté rakvi. Ptolemaios II. v její blízkosti nechal vybudovat vlastní palác a chrám svým rodičům i chrám své manželce Arsinoé II. Na ostrově Faros zadal vybudování grandiózního majáku architektu Sóstratu z Knidu (~279 př. n. l.). K tomu byla vybudována spojovací cesta s pevninou a v sousedství se dostavěl lodní přístav pro obsluhu většího počtu námořních lodí.
Alexandrie byla dominantní enklávou řeckého osídlení a nově zavedeného kultu řecké bohyně Démétér. Historický věhlas získala Alexandrijská knihovna a muzeum zbudované podle idejí Démétria z Faléru podle vzoru aténské univerzity řeckých filozofů. Bylo to centrum veškerého vědění a soustředění význačných filozofů. Z Řecka byly dovezeny sbírky papyrů (uvádí se 48 000 svitků), které se pro další distribuci kopírovaly včetně překladů z hebrejštiny, egyptštiny, feničtiny. Filadelfos pozval z Jeruzaléma učence, aby pro knihovnu vytvořili překlad Pentateuchy. Prvním knihovníkem byl řecký básník a gramatik Zénodotos z Efesu. V městě založil zoologickou zahradu, gymnasion a řadů parků. V Alexandrii v té době žilo asi 1 milion obyvatel se zajištěnou substrukturou.
Memfis, město s tisíciletou historií, reprezentovalo v ptolemaiovském období převážně původní egyptskou kulturu s bezprostředním udržováním Ptahova kultu v dosud existujícím chrámu. Obyvatelé zde žijící byli převážně rodilí Egypťané, řídící se lokální samosprávou s minoritou Řeků, Syro-Peršanů a Féničanů. V ne příliš vzdáleném serapeu v Sakkáře byl uctíván kult posvátných býků Apisů, kteří zde byli pohřbíváni jako symbol inkarnace boha Ptaha.

## Epilog
Ptolemaios II. Filadelfos pokračoval v díle započatém jeho otcem Sótérem a značně přispěl k politickému a ekonomickému rozkvětu Egypta. Podstatně též přispěl k rozvoji kulturního a ekonomického centra v Alexandrii, historicky věhlasné knihovny podporované řeckými učenci, šíření učenosti v celé rozsáhlé oblasti Malé Asie a Levanty. Z těchto zdrojů čerpaly další generace a podstatná část jich ovlivnila i rozvíjející se Římskou republiku na Apeninském poloostrově, vlastně již součásti Evropy. O nástupu Ptolemaia I. Sótéra (včetně jeho satrapie Egypta) až do konce života jeho syna Ptolemaia II. Filadefa uplynulo asi 77 roků, kdy Egypt prožíval relativně klidné období všeobecné prosperity. Nástupcem Ptolemaia II. byl jeho syn Ptolemaios III. Euergetés, který zmíněné období prosperity mohl prodloužit o 42 roků, pokud by mu to vnější podmínky umožnily.

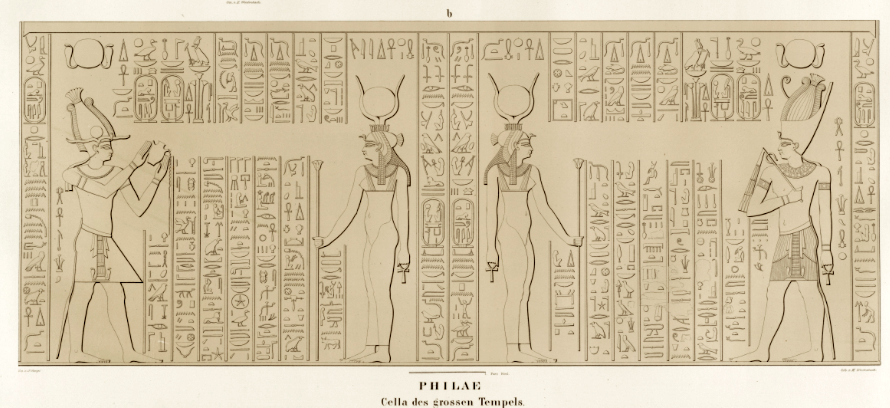
Ptolemaios II. nabízí kadidlo a vonné masti bohyni Hathor, s korunami – vlevo s korunou atef, vpravo s korunou pšent; reliéf v chrámu na ostrově Philae